# William Franklin (baloncestista)
William Thomas "Will" Franklin (Norfolk, Virginia, 19 de octubre de 1949) es un exjugador de baloncesto estadounidense que disputó tres temporadas en la ABA. Con 2,01 metros de estatura, jugaba en la posición de ala-pívot.

## Trayectoria deportiva

### Universidad
Jugó tres temporadas con los Boilermakers de la Universidad de Purdue, promediando en su última temporada 18,8 puntos por partido. A lo largo de su carrera promedió 9,8 rebotes, la cuarta mejor marca de la historia de Purdue.

### Profesional
Fue elegido en el puesto 110 del Draft de la NBA de 1972 por Golden State Warriors, y también por los Virginia Squires en el draft de la ABA, equipo con el que finalmente firmó contrato. Jugó una temporada en la que promedió 7,5 puntos y 4,0 rebotes por partido.
En 1973 fichó por los Spirits of St. Louis, pero no llegó a jugar en el equipo. Al año siguiente fue elegido en un draft de igualación por los Baltimore Claws, pero la franquicia desapareció por problemas económicos, acabando firmando por los San Antonio Spurs. Allí jugó dos temporadas, siendo uno de los últimos hombres del banquillo.

## Estadísticas de su carrera en la ABA

### Temporada regular
| Temporada | Edad | Equipo            | Liga | Pos. | P   | TIT | MIN  | TC  | TCA | %TC  | 3P  | 3PA | %3P  | 2P  | 2PA | %2P  | TL  | TLA | %TL  | R.OF. | R.DEF. | REB | ASIS | ROB | TAP | PER | FP  | PTS |
| 1972-73   | 23   | Virginia Squires  | ABA  | PF   | 73  |     | 13.6 | 3.0 | 7.2 | .416 | 0.0 | 0.1 | .286 | 3.0 | 7.1 | .418 | 1.5 | 2.5 | .598 | 1.7   | 2.3    | 4.0 | 0.7  |     |     | 1.7 | 2.2 | 7.5 |
| 1974-75   | 25   | San Antonio Spurs | ABA  | PF   | 24  |     | 7.5  | 1.3 | 3.5 | .376 | 0.0 | 0.0 | .000 | 1.3 | 3.5 | .381 | 0.6 | 1.0 | .652 | 1.6   | 1.8    | 3.4 | 0.4  | 0.1 | 0.1 | 0.8 | 1.5 | 3.3 |
| 1975-76   | 26   | San Antonio Spurs | ABA  | PF   | 10  |     | 9.5  | 1.2 | 2.2 | .545 | 0.0 | 0.0 |      | 1.2 | 2.2 | .545 | 0.9 | 1.6 | .563 | 1.2   | 1.7    | 2.9 | 0.5  | 0.3 | 0.3 | 0.5 | 1.6 | 3.3 |
| Total     |      |                   | ABA  |      | 107 |     | 11.8 | 2.4 | 5.9 | .415 | 0.0 | 0.1 | .250 | 2.4 | 5.8 | .417 | 1.2 | 2.0 | .601 | 1.6   | 2.1    | 3.7 | 0.6  | 0.2 | 0.1 | 1.4 | 2.0 | 6.1 |

### Playoffs
| Temporada | Edad | Equipo            | Liga | Pos. | P | TIT | MIN | TC  | TCA | %TC  | 3P  | 3PA | %3P | 2P  | 2PA | %2P  | TL  | TLA | %TL | R.OF. | R.DEF. | REB | ASIS | ROB | TAP | PER | FP  | PTS |
| 1974-75   | 25   | San Antonio Spurs | ABA  | PF   | 2 |     | 5.0 | 1.0 | 2.5 | .400 | 0.0 | 0.0 |     | 1.0 | 2.5 | .400 | 0.0 | 0.0 |     | 1.5   | 1.0    | 2.5 | 0.0  | 0.0 | 0.0 | 0.0 | 1.0 | 2.0 |
| Total     |      |                   | ABA  |      | 2 |     | 5.0 | 1.0 | 2.5 | .400 | 0.0 | 0.0 |     | 1.0 | 2.5 | .400 | 0.0 | 0.0 |     | 1.5   | 1.0    | 2.5 | 0.0  | 0.0 | 0.0 | 0.0 | 1.0 | 2.0 |